# Meseta de Caparú
La meseta de Caparú, también llamada Caparuch o Huanchaca, es una meseta ubicada entre los países sudamericanos de Brasil y Bolivia, aunque la mayor parte pertenece a Bolivia. Tiene una superficie aproximada de 6.700 km² y una altitud que sobrepasa los 980 m.
La parte boliviana de la meseta se encuentra dentro del Parque Nacional Noel Kempff Mercado. En esta parte alta de la meseta nace el río Paucerna, que fluye en dirección norte y forma a lo largo de su curso la Catarata Arco Iris y la Catarata Federico Ahlfeld.